# 金島駅 (群馬県)
金島駅（かなしまえき）は、群馬県渋川市川島にある、東日本旅客鉄道（JR東日本）吾妻線の駅である。
駅名は、旧地名「金島村（かなしまむら）」に由来する。SuicaなどのICカードは利用できない。

## 歴史
- 1945年（昭和20年）
  - 1月2日：金島信号場として開設[2]。
  - 8月5日：金島駅に昇格[2]。
- 1984年（昭和59年）5月1日：無人駅となる[3]。
- 1985年（昭和60年）2月：当時の高崎鉄道管理局の余剰人員対策で行われていた貨車解体の一環として、余剰貨車を改装した待合室を設置[4]。
- 1987年（昭和62年）4月1日：国鉄分割民営化により、JR東日本の駅となる[2]。
- 2014年（平成26年）10月1日：東京近郊区間に編入される[5]。

## 駅構造
相対式ホーム2面2線を有する地上駅である。互いのホームは跨線橋で連絡している。
渋川駅管理の無人駅である。乗車駅証明書発行機と防犯カメラが設置されている。また、公衆トイレもある。

### のりば

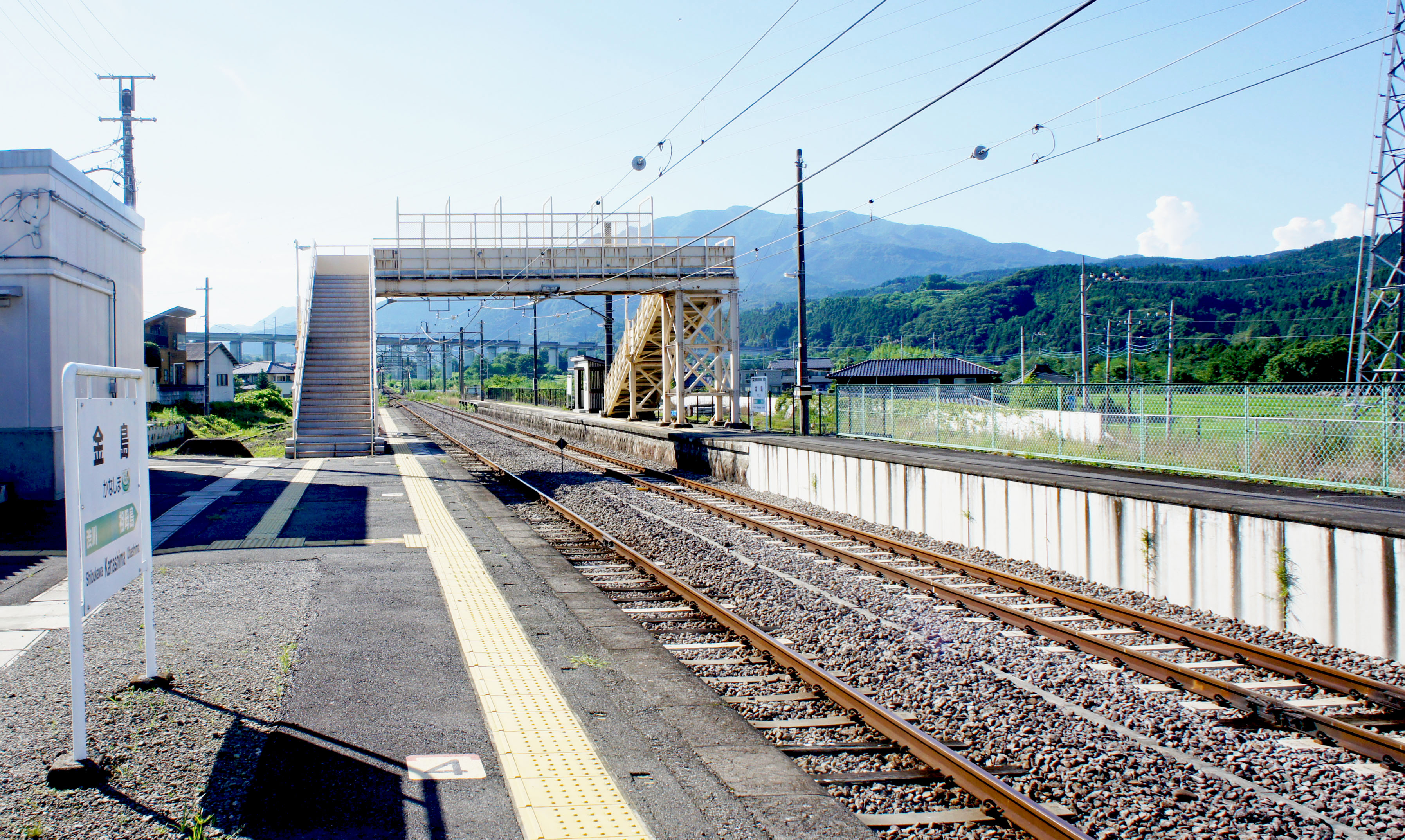
ホーム（2021年7月）

| ホーム | 路線    | 方向 | 行先                   |
| ------ | ------- | ---- | ---------------------- |
| 駅舎側 | ■吾妻線 | 下り | 長野原草津口・大前方面 |
| 反対側 | ■吾妻線 | 上り | 渋川方面               |

※案内上ののりば番号は設定されていない。
- ホーム（2021年7月）

## 利用状況
「群馬県統計年鑑」によると、2000年度（平成12年度）- 2013年度（平成25年度）の1日平均乗車人員の推移は以下のとおりであった。
| 乗車人員推移       | 乗車人員推移     | 乗車人員推移 |
| 年度               | 1日平均 乗車人員 | 出典         |
| ------------------ | ---------------- | ------------ |
| 2000年（平成12年） | 239              | [ 県 1 ]     |
| 2001年（平成13年） | 218              | [ 県 2 ]     |
| 2002年（平成14年） | 194              | [ 県 3 ]     |
| 2003年（平成15年） | 200              | [ 県 4 ]     |
| 2004年（平成16年） | 192              | [ 県 5 ]     |
| 2005年（平成17年） | 198              | [ 県 6 ]     |
| 2006年（平成18年） | 200              | [ 県 7 ]     |
| 2007年（平成19年） | 201              | [ 県 8 ]     |
| 2008年（平成20年） | 195              | [ 県 9 ]     |
| 2009年（平成21年） | 204              | [ 県 10 ]    |
| 2010年（平成22年） | 204              | [ 県 11 ]    |
| 2011年（平成23年） | 199              | [ 県 12 ]    |
| 2012年（平成24年） | 195              | [ 県 13 ]    |
| 2013年（平成25年） | 191              | [ 県 14 ]    |

## 駅周辺
西側（祖母島方面）で上越新幹線と交差している（上越新幹線では榛名トンネルと中山トンネルの間、吾妻川橋梁を含む高架区間）。新幹線建設時は当駅から特設の引き込み線を敷設し、ここから資材を搬入した。また、新東京国際空港（現：成田国際空港）建設時にも当駅から砕石輸送を行い、それにより1日5万円程度だった貨物収入が50万円になっている。
- 渋川川島郵便局
- 金島温泉[1]
- 吾妻川
- 群馬県道35号渋川東吾妻線
- 群馬県道36号渋川下新田線
- 渋川タウンバス「金島駅」停留所

## 隣の駅
東日本旅客鉄道（JR東日本）
■吾妻線
渋川駅 - 金島駅 - 祖母島駅

### 記事本文
1. 1 2 3 4 5 6  『週刊 JR全駅・全車両基地』 12号 大宮駅・野辺山駅・川原湯温泉駅ほか、朝日新聞出版〈週刊朝日百科〉、2012年10月28日、23頁。
2. 1 2 3  石野哲（編）『停車場変遷大事典 国鉄・JR編 Ⅱ』（初版）JTB、1998年10月1日、456頁。ISBN 978-4-533-02980-6。
3. ↑  「「通報」●吾妻線金島駅の駅員無配置について（旅客局）」『鉄道公報』日本国有鉄道総裁室文書課、1984年4月27日、2面。
4. ↑  高橋, 守「お座敷客車と周辺余録」『車両と電気』第36巻第9号、車両電気協会、36-38頁、doi:10.11501/2323021。
5. ↑  「吾妻線にSuicaの一部サービスをご利用いただける駅が増えます (PDF)」（プレスリリース）、東日本旅客鉄道、2014年5月26日。2019年6月29日時点のオリジナル (PDF)よりアーカイブ。2020年5月24日閲覧。
6. 1 2  「JR東日本：駅構内図・バリアフリー情報（金島駅）」東日本旅客鉄道。2025年6月25日閲覧。
7. ↑  「長野原線金島駅“小駅”変じて『大型増収駅』 成田空港へ砕石輸送」『交通新聞』交通協力会、1970年8月27日、3面。

### 利用状況
1. ↑  「121 JR鉄道一日平均輸送状況（平成12年度）」『過去データ』（xls）（レポート）群馬県。2025年6月18日閲覧。
2. ↑  「121 JR鉄道一日平均輸送状況（平成13年度）」『過去データ』（xls）（レポート）群馬県。2025年6月18日閲覧。
3. ↑  「15-9 JR鉄道一日平均輸送状況（平成14年度）」『過去データ』（xls）（レポート）群馬県。2025年6月18日閲覧。
4. ↑  「15-9 JR鉄道一日平均輸送状況（平成15年度）」『過去データ』（xls）（レポート）群馬県。2025年6月18日閲覧。
5. ↑  「15-8 JR鉄道一日平均輸送状況（平成16年度）」『過去データ』（xls）（レポート）群馬県。2025年6月18日閲覧。
6. ↑  「15-8 JR鉄道一日平均輸送状況（平成17年度）」『過去データ』（xls）（レポート）群馬県。2025年6月18日閲覧。
7. ↑  「15-8 JR鉄道一日平均輸送状況（平成18年度）」『過去データ』（xls）（レポート）群馬県。2025年6月18日閲覧。
8. ↑  「15-8 JR鉄道一日平均輸送状況（平成19年度）」『第55回群馬県統計年鑑（平成21年刊行）』（xls）（レポート）群馬県。2025年6月18日閲覧。
9. ↑  「15-8 JR鉄道一日平均輸送状況（平成20年度）」『第56回群馬県統計年鑑（平成22年刊行）』（xls）（レポート）群馬県。2025年6月18日閲覧。
10. ↑  「15-8 JR鉄道一日平均輸送状況（平成21年度）」『第57回群馬県統計年鑑（平成23年刊行）』（xls）（レポート）群馬県。2025年6月18日閲覧。
11. ↑  「15-8 JR鉄道一日平均輸送状況（平成22年度）」『第58回群馬県統計年鑑（平成24年刊行）』（xls）（レポート）群馬県。2025年6月18日閲覧。
12. ↑  「15-8 JR鉄道一日平均輸送状況（平成23年度）」『第59回群馬県統計年鑑（平成25年刊行）』（xls）（レポート）群馬県。2025年6月18日閲覧。
13. ↑  「15-8 JR鉄道一日平均輸送状況（平成24年度）」『第60回群馬県統計年鑑（平成26年刊行）』（xls）（レポート）群馬県。2025年6月18日閲覧。
14. ↑  「15-8 JR鉄道一日平均輸送状況（平成25年度）」『第61回群馬県統計年鑑（平成27年刊行）』（xls）（レポート）群馬県。2025年6月18日閲覧。